# Station Rzepedź
Station Rzepedź is een spoorwegstation in de Poolse plaats Rzepedź.